# ゲラ×ゲラ ワラワナイト
『ゲラ×ゲラ ワラワナイト』とは、沖縄県で上演されているお笑いを中心とした舞台作品。構成・演出はキャンヒロユキが務める。

## 概要
- 2012年に那覇市で上演されている「てんぶす那覇木曜芸能公演」の一環としてプレ公演となる「OKINAWAお笑いライブ ワ･ラ･ワ･ナ･イ･ト!」が上演される。
- 2013年に琉球放送の番組である「ゲラ×ゲラTV」の放送開始に伴い番組MCを務めるパッション屋良が中心となって公演が企画された。
- MCアシスタントはスポンサーであるウィルコム沖縄イメージガールが務めるのが慣例[1]となっている。

### これまでの公演
| OKINAWA お笑いライブ ワ･ラ･ワ･ナ･イ･ト!                 | 2012年12月27日 （てんぶす那覇）               | パッション屋良 真玉橋さや     |              |                                                                                   |                                                                             |
| OKINAWA お笑いライブ ワ･ラ･ワ･ナ･イ･ト!                 | 2012年12月27日 （てんぶす那覇）               | パッション屋良 真玉橋さや     | FEC          | ドラゴンエマニエル ニッキー いさお名ゴ支部                                        | 特別ゲスト （与座よしあき）                                                 |
| OKINAWA お笑いライブ ワ･ラ･ワ･ナ･イ･ト!                 | 2012年12月27日 （てんぶす那覇）               | パッション屋良 真玉橋さや     | オリジン     | スズカーサーキット ノーブレーキ リップサービス                                    | 特別ゲスト （与座よしあき）                                                 |
| OKINAWA お笑いライブ ワ･ラ･ワ･ナ･イ･ト!                 | 2012年12月27日 （てんぶす那覇）               | パッション屋良 真玉橋さや     | 沖縄よしもと | 初恋クロマニヨン ガジラー 大屋あゆみ                                              | 特別ゲスト （与座よしあき）                                                 |
| ゲラ×ゲラ ワラワナイト vol.1                            | 2013年6月14日 （沖縄お笑いスタジオWaRaBa!）   | パッション屋良 當山美智子     |              |                                                                                   | 特別ゲスト （与座よしあき）                                                 |
| ゲラ×ゲラ ワラワナイト vol.1                            | 2013年6月14日 （沖縄お笑いスタジオWaRaBa!）   | パッション屋良 當山美智子     | FEC          | パーラナイサーラナイ 知念だしんいちろう                                           | 企画コーナー勝者 （松田正・初恋クロマニヨン） 特別ゲスト （ハンサム金城）   |
| ゲラ×ゲラ ワラワナイト vol.1                            | 2013年6月14日 （沖縄お笑いスタジオWaRaBa!）   | パッション屋良 當山美智子     | オリジン     | ノーブレーキ じゅん選手                                                           | 企画コーナー勝者 （松田正・初恋クロマニヨン） 特別ゲスト （ハンサム金城）   |
| ゲラ×ゲラ ワラワナイト vol.1                            | 2013年6月14日 （沖縄お笑いスタジオWaRaBa!）   | パッション屋良 當山美智子     | 沖縄よしもと | 初恋クロマニヨン ガジラー                                                         | 企画コーナー勝者 （松田正・初恋クロマニヨン） 特別ゲスト （ハンサム金城）   |
| ゲラ×ゲラ ワラワナイト vol.2                            | 2013年7月11日 （沖縄お笑いスタジオWaRaBa!）   | パッション屋良 當山美智子     |              |                                                                                   | 企画コーナー勝者 （松田正・初恋クロマニヨン） 特別ゲスト （ハンサム金城）   |
| ゲラ×ゲラ ワラワナイト vol.2                            | 2013年7月11日 （沖縄お笑いスタジオWaRaBa!）   | パッション屋良 當山美智子     | FEC          | メガネロック大屋 いさお名ゴ支部                                                   | 企画コーナー勝者 （いさお名ゴ支部）                                         |
| ゲラ×ゲラ ワラワナイト vol.2                            | 2013年7月11日 （沖縄お笑いスタジオWaRaBa!）   | パッション屋良 當山美智子     | オリジン     | ぴろんぴろん下里 リップサービス                                                   | 企画コーナー勝者 （いさお名ゴ支部）                                         |
| ゲラ×ゲラ ワラワナイト vol.2                            | 2013年7月11日 （沖縄お笑いスタジオWaRaBa!）   | パッション屋良 當山美智子     | 沖縄よしもと | ピーチキャッスル 浦添ウインドゥ                                                   | 企画コーナー勝者 （いさお名ゴ支部）                                         |
| ゲラ×ゲラ ワラワナイト in テンブス公演 2013 夏          | 2013年8月8日 （てんぶす那覇）                 | パッション屋良 當山美智子     |              |                                                                                   | 企画コーナー勝者 （いさお名ゴ支部）                                         |
| ゲラ×ゲラ ワラワナイト in テンブス公演 2013 夏          | 2013年8月8日 （てんぶす那覇）                 | パッション屋良 當山美智子     | FEC          | パーラナイサーラナイ ゴリラコーポレーション ドラゴンエマニエル 知念だしんいちろう | 企画コーナー勝者 （） 特別ゲスト （キャン×キャン）                          |
| ゲラ×ゲラ ワラワナイト in テンブス公演 2013 夏          | 2013年8月8日 （てんぶす那覇）                 | パッション屋良 當山美智子     | オリジン     | しんとすけ スズカーサーキット まねリーマン三上                                    | 企画コーナー勝者 （） 特別ゲスト （キャン×キャン）                          |
| ゲラ×ゲラ ワラワナイト in テンブス公演 2013 夏          | 2013年8月8日 （てんぶす那覇）                 | パッション屋良 當山美智子     | 沖縄よしもと | 初恋クロマニヨン ガジラー ピーチキャッスル                                        | 企画コーナー勝者 （） 特別ゲスト （キャン×キャン）                          |
| ゲラ×ゲラ ワラワナイト vol.4                            | 2013年9月12日 （沖縄お笑いスタジオWaRaBa!）   | パッション屋良 當山美智子     |              |                                                                                   | 企画コーナー勝者 （） 特別ゲスト （キャン×キャン）                          |
| ゲラ×ゲラ ワラワナイト vol.4                            | 2013年9月12日 （沖縄お笑いスタジオWaRaBa!）   | パッション屋良 當山美智子     | FEC          | ニッキー ノルウェースウェーデン                                                   | 企画コーナー勝者 （島智大・浦添ウインドゥ）                                 |
| ゲラ×ゲラ ワラワナイト vol.4                            | 2013年9月12日 （沖縄お笑いスタジオWaRaBa!）   | パッション屋良 當山美智子     | オリジン     | ココリッチ ジャンクトップ                                                         | 企画コーナー勝者 （島智大・浦添ウインドゥ）                                 |
| ゲラ×ゲラ ワラワナイト vol.4                            | 2013年9月12日 （沖縄お笑いスタジオWaRaBa!）   | パッション屋良 當山美智子     | 沖縄よしもと | 初恋クロマニヨン 浦添ウインドゥ                                                   | 企画コーナー勝者 （島智大・浦添ウインドゥ）                                 |
| ゲラ×ゲラ ワラワナイト vol.5                            | 2013年10月10日 （沖縄お笑いスタジオWaRaBa!）  | パッション屋良 知念ありか     |              |                                                                                   | 企画コーナー勝者 （島智大・浦添ウインドゥ）                                 |
| ゲラ×ゲラ ワラワナイト vol.5                            | 2013年10月10日 （沖縄お笑いスタジオWaRaBa!）  | パッション屋良 知念ありか     | FEC          | ハンサム金城 みっち～                                                             | 企画コーナー勝者 （大榮健太・飛び出せ!マーメイド）                          |
| ゲラ×ゲラ ワラワナイト vol.5                            | 2013年10月10日 （沖縄お笑いスタジオWaRaBa!）  | パッション屋良 知念ありか     | オリジン     | スズカーサーキット しんとすけ                                                     | 企画コーナー勝者 （大榮健太・飛び出せ!マーメイド）                          |
| ゲラ×ゲラ ワラワナイト vol.5                            | 2013年10月10日 （沖縄お笑いスタジオWaRaBa!）  | パッション屋良 知念ありか     | 沖縄よしもと | 初恋クロマニヨン 飛び出せ!マーメイド                                              | 企画コーナー勝者 （大榮健太・飛び出せ!マーメイド）                          |
| ゲラ×ゲラ ワラワナイト vol.6                            | 2013年11月14日 （沖縄お笑いスタジオWaRaBa!）  | パッション屋良 當山美智子     |              |                                                                                   | 企画コーナー勝者 （大榮健太・飛び出せ!マーメイド）                          |
| ゲラ×ゲラ ワラワナイト vol.6                            | 2013年11月14日 （沖縄お笑いスタジオWaRaBa!）  | パッション屋良 當山美智子     | FEC          | いさお名ゴ支部 ドラゴンエマニエル                                                 | 企画コーナー勝者 （きっぺい・ドラゴンエマニエル）                           |
| ゲラ×ゲラ ワラワナイト vol.6                            | 2013年11月14日 （沖縄お笑いスタジオWaRaBa!）  | パッション屋良 當山美智子     | オリジン     | リップサービス ココリッチ                                                         | 企画コーナー勝者 （きっぺい・ドラゴンエマニエル）                           |
| ゲラ×ゲラ ワラワナイト vol.6                            | 2013年11月14日 （沖縄お笑いスタジオWaRaBa!）  | パッション屋良 當山美智子     | 沖縄よしもと | 大屋あゆみ ピーチキャッスル                                                       | 企画コーナー勝者 （きっぺい・ドラゴンエマニエル）                           |
| ゲラ×ゲラ ワラワナイト vol.7                            | 2013年12月2日 （沖縄お笑いスタジオWaRaBa!）   | パッション屋良 當山美智子     |              |                                                                                   | 企画コーナー勝者 （きっぺい・ドラゴンエマニエル）                           |
| ゲラ×ゲラ ワラワナイト vol.7                            | 2013年12月2日 （沖縄お笑いスタジオWaRaBa!）   | パッション屋良 當山美智子     | FEC          | ゴリラコーポレーション ニッキー                                                   | 企画コーナー勝者 （ブーブー・ノーブレーキ） 特別ゲスト （与座よしあき）     |
| ゲラ×ゲラ ワラワナイト vol.7                            | 2013年12月2日 （沖縄お笑いスタジオWaRaBa!）   | パッション屋良 當山美智子     | オリジン     | ノーブレーキ リップサービス                                                       | 企画コーナー勝者 （ブーブー・ノーブレーキ） 特別ゲスト （与座よしあき）     |
| ゲラ×ゲラ ワラワナイト vol.7                            | 2013年12月2日 （沖縄お笑いスタジオWaRaBa!）   | パッション屋良 當山美智子     | 沖縄よしもと | ぎゃんぐまんもす アイランドハニィ                                                 | 企画コーナー勝者 （ブーブー・ノーブレーキ） 特別ゲスト （与座よしあき）     |
| ゲラ×ゲラ ワラワナイト vol.8                            | 2014年1月9日 （沖縄お笑いスタジオWaRaBa!）    | パッション屋良 當山美智子     |              |                                                                                   | 企画コーナー勝者 （ブーブー・ノーブレーキ） 特別ゲスト （与座よしあき）     |
| ゲラ×ゲラ ワラワナイト vol.8                            | 2014年1月9日 （沖縄お笑いスタジオWaRaBa!）    | パッション屋良 當山美智子     | FEC          | みっちー パーラナイサーラナイ                                                     | 企画コーナー勝者 （初恋クロマニヨン） 特別ゲスト （与座よしあき）           |
| ゲラ×ゲラ ワラワナイト vol.8                            | 2014年1月9日 （沖縄お笑いスタジオWaRaBa!）    | パッション屋良 當山美智子     | オリジン     | しんとすけ ノーブレーキ                                                           | 企画コーナー勝者 （初恋クロマニヨン） 特別ゲスト （与座よしあき）           |
| ゲラ×ゲラ ワラワナイト vol.8                            | 2014年1月9日 （沖縄お笑いスタジオWaRaBa!）    | パッション屋良 當山美智子     | 沖縄よしもと | 東出岳 初恋クロマニヨン                                                           | 企画コーナー勝者 （初恋クロマニヨン） 特別ゲスト （与座よしあき）           |
| ゲラ×ゲラ ワラワナイト vol.9                            | 2014年2月13日 （てんぶす那覇）                | パッション屋良 marmy          |              |                                                                                   | 企画コーナー勝者 （初恋クロマニヨン） 特別ゲスト （与座よしあき）           |
| ゲラ×ゲラ ワラワナイト vol.9                            | 2014年2月13日 （てんぶす那覇）                | パッション屋良 marmy          | FEC          | ノルウェースウェーデン 知念だしんいちろう ドラゴンエマニエル                      | 企画コーナー勝者 （じゅん選手） 特別ゲスト （キャン×キャン）                |
| ゲラ×ゲラ ワラワナイト vol.9                            | 2014年2月13日 （てんぶす那覇）                | パッション屋良 marmy          | オリジン     | ココリッチ じゅん選手 リップサービス                                              | 企画コーナー勝者 （じゅん選手） 特別ゲスト （キャン×キャン）                |
| ゲラ×ゲラ ワラワナイト vol.9                            | 2014年2月13日 （てんぶす那覇）                | パッション屋良 marmy          | 沖縄よしもと | ガジラー 空馬良樹 初恋クロマニヨン                                                | 企画コーナー勝者 （じゅん選手） 特別ゲスト （キャン×キャン）                |
| ゲラ×ゲラ ワラワナイト vol.10                           | 2014年3月13日 （沖縄お笑いスタジオWaRaBa!）   | パッション屋良 當山美智子     |              |                                                                                   | 企画コーナー勝者 （じゅん選手） 特別ゲスト （キャン×キャン）                |
| ゲラ×ゲラ ワラワナイト vol.10                           | 2014年3月13日 （沖縄お笑いスタジオWaRaBa!）   | パッション屋良 當山美智子     | FEC          | ハンサム金城 大平スタイル                                                         | 企画コーナー勝者 （ノーブレーキ）                                           |
| ゲラ×ゲラ ワラワナイト vol.10                           | 2014年3月13日 （沖縄お笑いスタジオWaRaBa!）   | パッション屋良 當山美智子     | オリジン     | ノーブレーキ スズカーサーキット                                                   | 企画コーナー勝者 （ノーブレーキ）                                           |
| ゲラ×ゲラ ワラワナイト vol.10                           | 2014年3月13日 （沖縄お笑いスタジオWaRaBa!）   | パッション屋良 當山美智子     | 沖縄よしもと | ガジラー 浦添ウインドゥ                                                           | 企画コーナー勝者 （ノーブレーキ）                                           |
| ゲラ×ゲラ ワラワナイト vol.11                           | 2014年4月10日 （沖縄お笑いスタジオWaRaBa!）   | パッション屋良 當山美智子     |              |                                                                                   | 企画コーナー勝者 （ノーブレーキ）                                           |
| ゲラ×ゲラ ワラワナイト vol.11                           | 2014年4月10日 （沖縄お笑いスタジオWaRaBa!）   | パッション屋良 當山美智子     | FEC          | ゴリラコーポレーション いさお名ゴ支部                                             | 企画コーナー勝者 （いさお名ゴ支部）                                         |
| ゲラ×ゲラ ワラワナイト vol.11                           | 2014年4月10日 （沖縄お笑いスタジオWaRaBa!）   | パッション屋良 當山美智子     | オリジン     | すっとこどっこい ぴろんぴろん下里                                                 | 企画コーナー勝者 （いさお名ゴ支部）                                         |
| ゲラ×ゲラ ワラワナイト vol.11                           | 2014年4月10日 （沖縄お笑いスタジオWaRaBa!）   | パッション屋良 當山美智子     | 沖縄よしもと | ありんくりん 初恋クロマニヨン                                                     | 企画コーナー勝者 （いさお名ゴ支部）                                         |
| ゲラ×ゲラ ワラワナイト vol.12                           | 2014年5月8日 （沖縄お笑いスタジオWaRaBa!）    | パッション屋良 くだかまり     |              |                                                                                   | 企画コーナー勝者 （いさお名ゴ支部）                                         |
| ゲラ×ゲラ ワラワナイト vol.12                           | 2014年5月8日 （沖縄お笑いスタジオWaRaBa!）    | パッション屋良 くだかまり     | FEC          | パーラナイサーラナイ 知念だしんいちろう                                           | 企画コーナー勝者 （しんとすけ） （パーラナイサーラナイ） （リップサービス） |
| ゲラ×ゲラ ワラワナイト vol.12                           | 2014年5月8日 （沖縄お笑いスタジオWaRaBa!）    | パッション屋良 くだかまり     | オリジン     | リップサービス しんとすけ                                                         | 企画コーナー勝者 （しんとすけ） （パーラナイサーラナイ） （リップサービス） |
| ゲラ×ゲラ ワラワナイト vol.12                           | 2014年5月8日 （沖縄お笑いスタジオWaRaBa!）    | パッション屋良 くだかまり     | 沖縄よしもと | ピーチキャッスル ツウシイム                                                       | 企画コーナー勝者 （しんとすけ） （パーラナイサーラナイ） （リップサービス） |
| モトブ DE ワラワナイト                                  | 2014年6月6日 （ドライブインレストランハワイ） | パッション屋良 キャンヒロユキ |              |                                                                                   | 企画コーナー勝者 （しんとすけ） （パーラナイサーラナイ） （リップサービス） |
| モトブ DE ワラワナイト                                  | 2014年6月6日 （ドライブインレストランハワイ） | パッション屋良 キャンヒロユキ | FEC          | 知念だしんいちろう                                                                |                                                                             |
| モトブ DE ワラワナイト                                  | 2014年6月6日 （ドライブインレストランハワイ） | パッション屋良 キャンヒロユキ | オリジン     | ベンビー                                                                          |                                                                             |
| モトブ DE ワラワナイト                                  | 2014年6月6日 （ドライブインレストランハワイ） | パッション屋良 キャンヒロユキ | 沖縄よしもと | 初恋クロマニヨン                                                                  |                                                                             |
| ゲラ×ゲラ ワラワナイト vol.13                           | 2014年6月12日 （沖縄お笑いスタジオWaRaBa!）   | パッション屋良 くだかまり     |              |                                                                                   |                                                                             |
| ゲラ×ゲラ ワラワナイト vol.13                           | 2014年6月12日 （沖縄お笑いスタジオWaRaBa!）   | パッション屋良 くだかまり     | FEC          | 前田夏希 ニッキー                                                                 |                                                                             |
| ゲラ×ゲラ ワラワナイト vol.13                           | 2014年6月12日 （沖縄お笑いスタジオWaRaBa!）   | パッション屋良 くだかまり     | オリジン     | スズカーサーキット しんとすけ                                                     |                                                                             |
| ゲラ×ゲラ ワラワナイト vol.13                           | 2014年6月12日 （沖縄お笑いスタジオWaRaBa!）   | パッション屋良 くだかまり     | 沖縄よしもと | きゃんでぃしょっぷ カシスオレンジ                                                 |                                                                             |
| ゲラ×ゲラ ワラワナイト vol.14                           | 2014年7月10日 （沖縄お笑いスタジオWaRaBa!）   | パッション屋良 くだかまり     |              |                                                                                   |                                                                             |
| ゲラ×ゲラ ワラワナイト vol.14                           | 2014年7月10日 （沖縄お笑いスタジオWaRaBa!）   | パッション屋良 くだかまり     | FEC          | ハンサム金城 キンピラゴボウ                                                       | 企画コーナー勝者 （ウリズン桜）                                             |
| ゲラ×ゲラ ワラワナイト vol.14                           | 2014年7月10日 （沖縄お笑いスタジオWaRaBa!）   | パッション屋良 くだかまり     | オリジン     | ノーブレーキ α池田さん                                                            | 企画コーナー勝者 （ウリズン桜）                                             |
| ゲラ×ゲラ ワラワナイト vol.14                           | 2014年7月10日 （沖縄お笑いスタジオWaRaBa!）   | パッション屋良 くだかまり     | 沖縄よしもと | ウリズン桜 オーシャン                                                             | 企画コーナー勝者 （ウリズン桜）                                             |
| げら×げら わらわないと なつやすみ スペシャル おひるの部 | 2014年8月14日 （てんぶす那覇）                | パッション屋良 金城諒         |              |                                                                                   | 企画コーナー勝者 （ウリズン桜）                                             |
| げら×げら わらわないと なつやすみ スペシャル おひるの部 | 2014年8月14日 （てんぶす那覇）                | パッション屋良 金城諒         | ピエロ       | クラウンコトラ                                                                    |                                                                             |
| げら×げら わらわないと なつやすみ スペシャル おひるの部 | 2014年8月14日 （てんぶす那覇）                | パッション屋良 金城諒         | ゆるキャラ   | 闘牛戦士ワイドー                                                                  |                                                                             |
| げら×げら わらわないと なつやすみ スペシャル おひるの部 | 2014年8月14日 （てんぶす那覇）                | パッション屋良 金城諒         | 芸人         | ノルウェースウェーデン じゅん選手                                                 |                                                                             |
| ゲラ×ゲラ ワラワナイト in テンブス館                    | 2014年8月14日 （てんぶす那覇）                | パッション屋良 糸数美樹       |              |                                                                                   |                                                                             |
| ゲラ×ゲラ ワラワナイト in テンブス館                    | 2014年8月14日 （てんぶす那覇）                | パッション屋良 糸数美樹       | FEC          | パーラナイサーラナイ ニライカナイ                                                 |                                                                             |
| ゲラ×ゲラ ワラワナイト in テンブス館                    | 2014年8月14日 （てんぶす那覇）                | パッション屋良 糸数美樹       | オリジン     | リップサービス スズカーサーキット                                                 |                                                                             |
| ゲラ×ゲラ ワラワナイト in テンブス館                    | 2014年8月14日 （てんぶす那覇）                | パッション屋良 糸数美樹       | 沖縄よしもと | 初恋クロマニヨン ガジラー ありんくりん                                            |                                                                             |
| ゲラ×ゲラ ワラワナイト vol.16                           | 2014年9月14日 （沖縄お笑いスタジオWaRaBa!）   | パッション屋良 くだかまり     |              |                                                                                   |                                                                             |
| ゲラ×ゲラ ワラワナイト vol.16                           | 2014年9月14日 （沖縄お笑いスタジオWaRaBa!）   | パッション屋良 くだかまり     | FEC          | ゴリラコーポレーション エビ                                                       | 企画コーナー勝者 （ぴろんぴろん下里）                                       |
| ゲラ×ゲラ ワラワナイト vol.16                           | 2014年9月14日 （沖縄お笑いスタジオWaRaBa!）   | パッション屋良 くだかまり     | オリジン     | ココリッチ ぴろんぴろん下里                                                       | 企画コーナー勝者 （ぴろんぴろん下里）                                       |
| ゲラ×ゲラ ワラワナイト vol.16                           | 2014年9月14日 （沖縄お笑いスタジオWaRaBa!）   | パッション屋良 くだかまり     | 沖縄よしもと | 空馬良樹 ありんくりん                                                             | 企画コーナー勝者 （ぴろんぴろん下里）                                       |
| ゲラ×ゲラ ワラワナイト vol.17                           | 2014年10月9日 （沖縄お笑いスタジオWaRaBa!）   | パッション屋良 さーきー       |              |                                                                                   | 企画コーナー勝者 （ぴろんぴろん下里）                                       |
| ゲラ×ゲラ ワラワナイト vol.17                           | 2014年10月9日 （沖縄お笑いスタジオWaRaBa!）   | パッション屋良 さーきー       | FEC          | みっちー いさお名ゴ支部                                                           | 企画コーナー勝者 （みっちー） （いさお名ゴ支部）                            |
| ゲラ×ゲラ ワラワナイト vol.17                           | 2014年10月9日 （沖縄お笑いスタジオWaRaBa!）   | パッション屋良 さーきー       | オリジン     | しんとすけ すっとこどっこい                                                       | 企画コーナー勝者 （みっちー） （いさお名ゴ支部）                            |
| ゲラ×ゲラ ワラワナイト vol.17                           | 2014年10月9日 （沖縄お笑いスタジオWaRaBa!）   | パッション屋良 さーきー       | 沖縄よしもと | 飛び出せ!マーメイド エスヨンク!                                                   | 企画コーナー勝者 （みっちー） （いさお名ゴ支部）                            |
| ゲラ×ゲラ ワラワナイト vol.18                           | 2014年11月13日 （沖縄お笑いスタジオWaRaBa!）  | パッション屋良 くだかまり     |              |                                                                                   | 企画コーナー勝者 （みっちー） （いさお名ゴ支部）                            |
| ゲラ×ゲラ ワラワナイト vol.18                           | 2014年11月13日 （沖縄お笑いスタジオWaRaBa!）  | パッション屋良 くだかまり     | FEC          | ニッキー 大平スタイル                                                             | 企画コーナー勝者 （大平スタイル）                                           |
| ゲラ×ゲラ ワラワナイト vol.18                           | 2014年11月13日 （沖縄お笑いスタジオWaRaBa!）  | パッション屋良 くだかまり     | オリジン     | ショーケースゆうじ リップサービス                                                 | 企画コーナー勝者 （大平スタイル）                                           |
| ゲラ×ゲラ ワラワナイト vol.18                           | 2014年11月13日 （沖縄お笑いスタジオWaRaBa!）  | パッション屋良 くだかまり     | 沖縄よしもと | ピーチキャッスル 斑鳩                                                             | 企画コーナー勝者 （大平スタイル）                                           |
| ゲラ×ゲラ ワラワナイト vol.19                           | 2014年12月11日 （沖縄お笑いスタジオWaRaBa!）  | パッション屋良 くだかまり     |              |                                                                                   | 企画コーナー勝者 （大平スタイル）                                           |
| ゲラ×ゲラ ワラワナイト vol.19                           | 2014年12月11日 （沖縄お笑いスタジオWaRaBa!）  | パッション屋良 くだかまり     | FEC          | ハンサム金城 キンピラゴボウ                                                       | 企画コーナー勝者 （ハンサム金城）                                           |
| ゲラ×ゲラ ワラワナイト vol.19                           | 2014年12月11日 （沖縄お笑いスタジオWaRaBa!）  | パッション屋良 くだかまり     | オリジン     | スズカーサーキット α池田さん                                                      | 企画コーナー勝者 （ハンサム金城）                                           |
| ゲラ×ゲラ ワラワナイト vol.19                           | 2014年12月11日 （沖縄お笑いスタジオWaRaBa!）  | パッション屋良 くだかまり     | 沖縄よしもと | どさんこ室田 ツウシイム                                                           | 企画コーナー勝者 （ハンサム金城）                                           |
| ゲラ×ゲラ ワラワナイト vol.20                           | 2015年1月8日 （沖縄お笑いスタジオWaRaBa!）    | パッション屋良 くだかまり     |              |                                                                                   | 企画コーナー勝者 （ハンサム金城）                                           |
| ゲラ×ゲラ ワラワナイト vol.20                           | 2015年1月8日 （沖縄お笑いスタジオWaRaBa!）    | パッション屋良 くだかまり     | FEC          | ドラゴンエマニエル メガネロック大屋                                               | 企画コーナー勝者 （メガネロック大屋）                                       |
| ゲラ×ゲラ ワラワナイト vol.20                           | 2015年1月8日 （沖縄お笑いスタジオWaRaBa!）    | パッション屋良 くだかまり     | オリジン     | ぴろんぴろん下里 しんとすけ                                                       | 企画コーナー勝者 （メガネロック大屋）                                       |
| ゲラ×ゲラ ワラワナイト vol.20                           | 2015年1月8日 （沖縄お笑いスタジオWaRaBa!）    | パッション屋良 くだかまり     | 沖縄よしもと | きゃんでぃしょっぷ どさんこ室田                                                   | 企画コーナー勝者 （メガネロック大屋）                                       |
| ゲラ×ゲラ ワラワナイト in てんぶす館                    | 2015年2月12日 （てんぶすホール）              | パッション屋良 くだかまり     |              |                                                                                   | 企画コーナー勝者 （メガネロック大屋）                                       |
| ゲラ×ゲラ ワラワナイト in てんぶす館                    | 2015年2月12日 （てんぶすホール）              | パッション屋良 くだかまり     | FEC          | ドラゴンエマニエル ノルウェースウェーデン ゴリラコーポレーション                  | 企画コーナー勝者 （FECチーム）                                              |
| ゲラ×ゲラ ワラワナイト in てんぶす館                    | 2015年2月12日 （てんぶすホール）              | パッション屋良 くだかまり     | オリジン     | リップサービス ココリッチ スズカーサーキット                                      | 企画コーナー勝者 （FECチーム）                                              |
| ゲラ×ゲラ ワラワナイト in てんぶす館                    | 2015年2月12日 （てんぶすホール）              | パッション屋良 くだかまり     | 沖縄よしもと | 初恋クロマニヨン どさんこ室田 ありんくりん                                        | 企画コーナー勝者 （FECチーム）                                              |
| ゲラ×ゲラ ワラワナイト vol.22                           | 2015年3月12日 （沖縄お笑いスタジオWaRaBa!）   | パッション屋良 くだかまり     |              |                                                                                   | 企画コーナー勝者 （FECチーム）                                              |
| ゲラ×ゲラ ワラワナイト vol.22                           | 2015年3月12日 （沖縄お笑いスタジオWaRaBa!）   | パッション屋良 くだかまり     | FEC          | 知念だしんいちろう 大平スタイル                                                   | 企画コーナー勝者 （）                                                       |
| ゲラ×ゲラ ワラワナイト vol.22                           | 2015年3月12日 （沖縄お笑いスタジオWaRaBa!）   | パッション屋良 くだかまり     | オリジン     | じゅん選手 すっとこどっこい                                                       | 企画コーナー勝者 （）                                                       |
| ゲラ×ゲラ ワラワナイト vol.22                           | 2015年3月12日 （沖縄お笑いスタジオWaRaBa!）   | パッション屋良 くだかまり     | 沖縄よしもと | オーシャン よもぎ                                                                 | 企画コーナー勝者 （）                                                       |
| よしもと沖縄花月 PRESENTS ワラワナイト                  | 2015年3月28日 （てんぶす那覇）                | パッション屋良 くだかまり     |              |                                                                                   | 企画コーナー勝者 （）                                                       |
| よしもと沖縄花月 PRESENTS ワラワナイト                  | 2015年3月28日 （てんぶす那覇）                | パッション屋良 くだかまり     | FEC          | いさお名ゴ支部 ノルウェースウェーデン                                             |                                                                             |
| よしもと沖縄花月 PRESENTS ワラワナイト                  | 2015年3月28日 （てんぶす那覇）                | パッション屋良 くだかまり     | オリジン     | しんとすけ スズカーサーキット                                                     |                                                                             |
| よしもと沖縄花月 PRESENTS ワラワナイト                  | 2015年3月28日 （てんぶす那覇）                | パッション屋良 くだかまり     | 沖縄よしもと | 初恋クロマニヨン 魁バーバリアン                                                   |                                                                             |
| ゲラ×ゲラ ワラワナイト vol.23                           | 2015年4月9日 （沖縄お笑いスタジオWaRaBa!）    | パッション屋良 くだかまり     |              |                                                                                   |                                                                             |
| ゲラ×ゲラ ワラワナイト vol.23                           | 2015年4月9日 （沖縄お笑いスタジオWaRaBa!）    | パッション屋良 くだかまり     | FEC          | パーラナイサーラナイ ばんす                                                       | 企画コーナー勝者 （リップサービス）                                         |
| ゲラ×ゲラ ワラワナイト vol.23                           | 2015年4月9日 （沖縄お笑いスタジオWaRaBa!）    | パッション屋良 くだかまり     | オリジン     | リップサービス ノーブレーキ ぴろんぴろん下里                                      | 企画コーナー勝者 （リップサービス）                                         |
| ゲラ×ゲラ ワラワナイト vol.23                           | 2015年4月9日 （沖縄お笑いスタジオWaRaBa!）    | パッション屋良 くだかまり     | 沖縄よしもと | ピーチキャッスル ガジラー                                                         | 企画コーナー勝者 （リップサービス）                                         |
| ゲラ×ゲラ ワラワナイト in モビーディック号              | 2015年5月16日 （モビーディック号）            | パッション屋良 くだかまり     |              |                                                                                   | 企画コーナー勝者 （リップサービス）                                         |
| ゲラ×ゲラ ワラワナイト in モビーディック号              | 2015年5月16日 （モビーディック号）            | パッション屋良 くだかまり     | オリジン     | こきざみインディアン ベンビー                                                     |                                                                             |